# Gumbo
Gumbo (fransk: Gombo) er en stuvning der er populær i den amerikanske delstat Louisiana, hvor den er den officielle ret. Gumbo består primært af en stærkt krydret fond, kød eller skaldyr, et fortykningsmiddel og hvad Louisianere kalder "Den Hellige Treenighed" af grøntsager: selleri, peberfrugt og løg. Gumbo kategoriseres ofte efter den anvendte type fortykningsmiddel, hvad enten det er okra eller filépulver (tørrede og malede blade af sassafras (sv)). Fadet afledte sit navn fra louisianafransk, som muligvis har afledt navnet fra en kilde som det choctawske ord for filé (kombo).
Gumbo kan fremstilles med eller uden okra eller filépulver. Den foretrukne metode i den historiske New Orleans-variation er med en fransk mørk opbagning. Rettens smag har sin oprindelse i mange kulturer. Creolisk gumbo indeholder normalt skaldyr og en mørk roux, filé eller begge dele. Tomater findes traditionelt i kreolsk gumbo og forekommer ofte i det neworleanske køkken. Cajunsk gumbo er generelt baseret på en mørk opbagning og er lavet med skaldyr eller høns. Pølser eller skinke føjes ofte til gumboer af begge slags. Efter at basen er forberedt, koges grøntsager ned, og derefter tilsættes der kød. Rettet simrer i mindst tre timer med skaldyr og nogle krydderier tilsat nær slutningen. Om ønsket tilsættes der filépulver når gryden er fjernet fra varmen. Gumbo serveres traditionelt over ris. En tredje, mindre kendt variant, den kødløse gumbo z'herbes, er grundlæggende en gumbo af langsomt kogte bladgrøntsager.
Retten kombinerer ingredienser og kulinarisk praksis fra flere kulturer, herunder afrikansk, fransk, spansk, tysk og choctaw. Gumbo kan have været baseret på traditionelle indfødte retter; den kan også stamme fra den franske ret bouillabaisse, eller måske en choctawgryderet, men sandsynligvis bidrog alle disse retter til den originale opskrift. Den blev først beskrevet i 1802 og blev opført i forskellige kogebøger i sidste halvdel af 1800-tallet. Retten fik en mere udbredt popularitet i 1970'erne efter at den amerikanske spisestue i Senatet føjede den til menuen til ære for Louisianasenator Allen Ellender. Kokken Paul Prudhommes popularitet i 1980'erne ansporede til yderligere interesse for skålen.

## Etymologi
Rettens navn kommer fra louisianafransk. Forskere og kokke har fremført forskellige forklaringer på etymologien af ordet 'gumbo'. Skålen blev sandsynligvis opkaldt efter en af dens to hovedingredienser, okra eller filé. I de niger-kordofanske sprog der tales af mange slaver fra Vestafrika, var grøntsagsokraens navn ki ngombo eller quingombo; ordet ligner umbundu ochinggômbo og Tshiluba chinggômbô, 'okra'. På sproget for de indfødte choctawfolk blev filé eller bundne sassafrasblade kaldet kombo.